# Amegilla caerulea
Amegilla caerulea es una especie de abeja excavadora perteneciente al género Amegilla, categorizada en la tribu Anthophorini, de la subfamilia Apinae.
Fue descrita científicamente por el entomólogo alemán Heinrich Friedrich August Karl Ludwig Friese 1905. Aparece registrada y publicada en una sección de Zeitschrift Für Systematische Hymenopterologie Und Dipterologie, Vol. 4. de 1905.

## Distribución
Se distribuye por varios países del continente africano, entre ellos, Angola, Camerún, Congo, República Democrática del Congo, Etiopía, Guinea, Kenia, Malaui, Sierra Leona, Tanzania y Uganda.